# Carolina Benedicks-Bruce
Carolina Benedicks-Bruce, née le 28 octobre 1856 et morte le 16 février 1935, est une sculptrice suédoise. Après des études à l'Académie royale des arts à Stockholm, sa ville natale, elle s'installe en France, à Paris, pour continuer sa formation artistique, puis dans la colonie d'artistes de Grez-sur-Loing où elle rencontre son mari, le peintre canadien William Blair Bruce. À partir de 1900, elle s'installe avec lui dans l'île de Gotland où ils achètent le domaine de Brucebo, devenu après la mort de Carolina une réserve naturelle et un musée. Elle s'est également impliquée activement dans la préservation des édifices patrimoniaux ainsi que dans l'action en faveur du droit de vote des femmes.

## Biographie

### Famille et formation
Carolina Benedicks naît le 28 octobre 1856 à Stockholm dans une famille riche ; son père, Edward Otto Benedicks, est propriétaire à Gysinge et directeur des forges de Sandviken. Du côté de sa mère, Karolina Charlotta née Cantzler, figurent plusieurs artistes, parmi lesquels Johan Oscar Cantzler et Axel Leopold Cantzler. Le frère de Carolina, Gustaf Benedicks, qui hérite de l'usine, est membre du parlement suédois ; du deuxième mariage de son père, elle a un demi-frère, le physicien Carl Benedicks. Après la mort de son père en 1877, elle est financièrement indépendante.
Carolina Benedicks commence ses études artistiques auprès du peintre August Malmström  ; du 20 août 1881 jusqu'au printemps 1885, elle est la première étudiante de la classe de sculpture à l'Académie royale suédoise des arts.

### En France
Pendant son séjour à l'Académie, Benedicks effectue en 1883 avec d'autres artistes femmes, dont Hilma af Klint et Gerda Rydberg, un voyage en France, à Paris et auprès de la colonie artistique suédoise de Grez-sur-Loing. Elle revient à Paris à la fin de ses études, et devient l'élève du sculpteur Alexandre Falguière. Elle séjourne également à Grez-sur-Loing, où plusieurs artistes scandinaves se sont installés au cours des années 1880 : Carl Larsson et son épouse Karin Larsson, Bruno Liljefors, Christian Krohg, Peder Severin Krøyer notamment. Carolina Benedicks se distingue des autres artistes de la colonie, en majorité des hommes aux moyens modestes : elle est une femme célibataire, avec une bonne éducation artistique et issue d'une famille riche qui encourage ses aspirations artistiques.
Elle rencontre au printemps 1885 le peintre canadien William Blair Bruce ; elle lui rend visite avec son oncle au Canada à Hamilton en 1886. Bruce et Benedicks se fiancent, contre la volonté de la famille Benedicks, et retournent en France à la fin de 1886. Ils reviennent en Europe en 1887, et s'installent à Grez-sur-Loing, tout en voyageant beaucoup au cours des années suivantes : Paris, Stockholm, sud de la France, Venise, Rome, île de Capri, Canada et Suède. Au printemps 1888, Caroline et William passent trois mois à Visby sur l'île suédoise de Gotland ; le 4 décembre, ils se marient à Stockholm

### En Suède

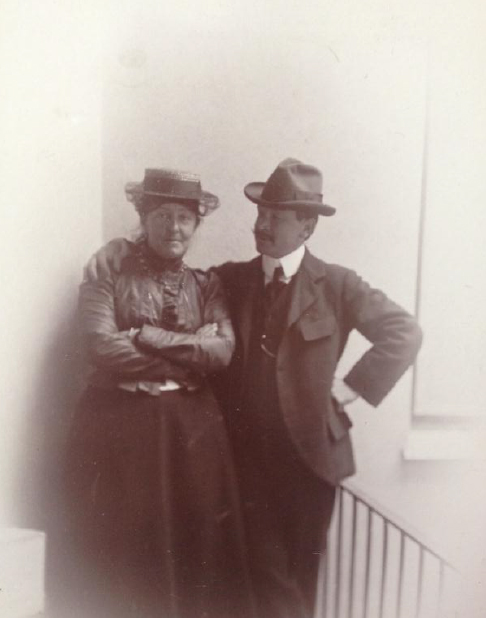
Carolina Benedicks-Bruce et William Blair Bruce

En 1900, Carolina Benedicks-Bruce et son mari s'installent en permanence sur l'île suédoise de Gotland ; ils achètent des propriétés à Själsö et y créent le domaine de Brucebo. William Blair Bruce meurt en 1906 ; Carolina reste à Brucebo, dont elle fait un lieu de rencontre pour artistes, musiciens et scientifiques. Elle y a ses ateliers de sculpture. Elle élève des animaux de ferme et entretient un jardin, dans un souci d'auto-suffisance qui lui vient de la période de Grez-sur-Loing,.

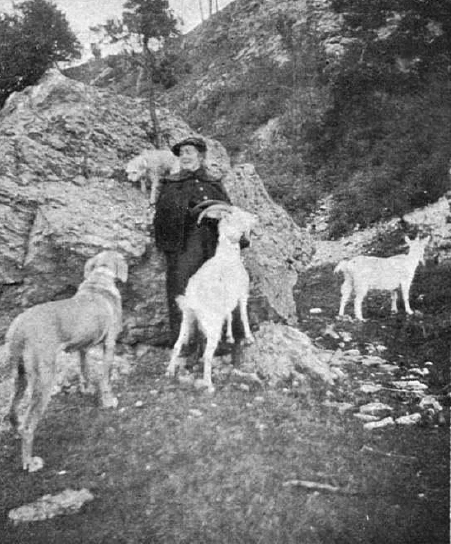
Carolina Benedicks-Bruce à Brucebo

Elle vit à Brucebo jusqu'à sa mort le 16 février 1935. Sans enfant, elle souhaite dans son testament que le domaine de Brucebo (35 hectares) devienne un lieu accueillant de jeunes artistes : en 1970 le domaine est déclaré réserve naturelle ; la maison elle-même devient en 2009 un musée consacré aux œuvres de Carolina et de son mari, géré par une fondation,.

## Engagements sociaux
Carolina Benedicks-Bruce est élue membre du conseil municipal de Väskinde, sur l'île de Gotland en 1913 ; elle s'est engagée en faveur du droit de vote des femmes : en 1911, quand a lieu à Stockholm la sixième conférence de l'Alliance internationale des femmes, elle invite les déléguées à Gotland ; une quarantaine d'entre elles venues d'Allemagne, d'Angleterre, d'Autriche et de Hongrie se rendant à Visby le 21 juin. 
Elle s'implique également dans les préservation du patrimoine bâti de l'île de Gotland, notamment pour préserver du maison du XVIIe siècle, le Burmeisterska huset.

## Œuvre

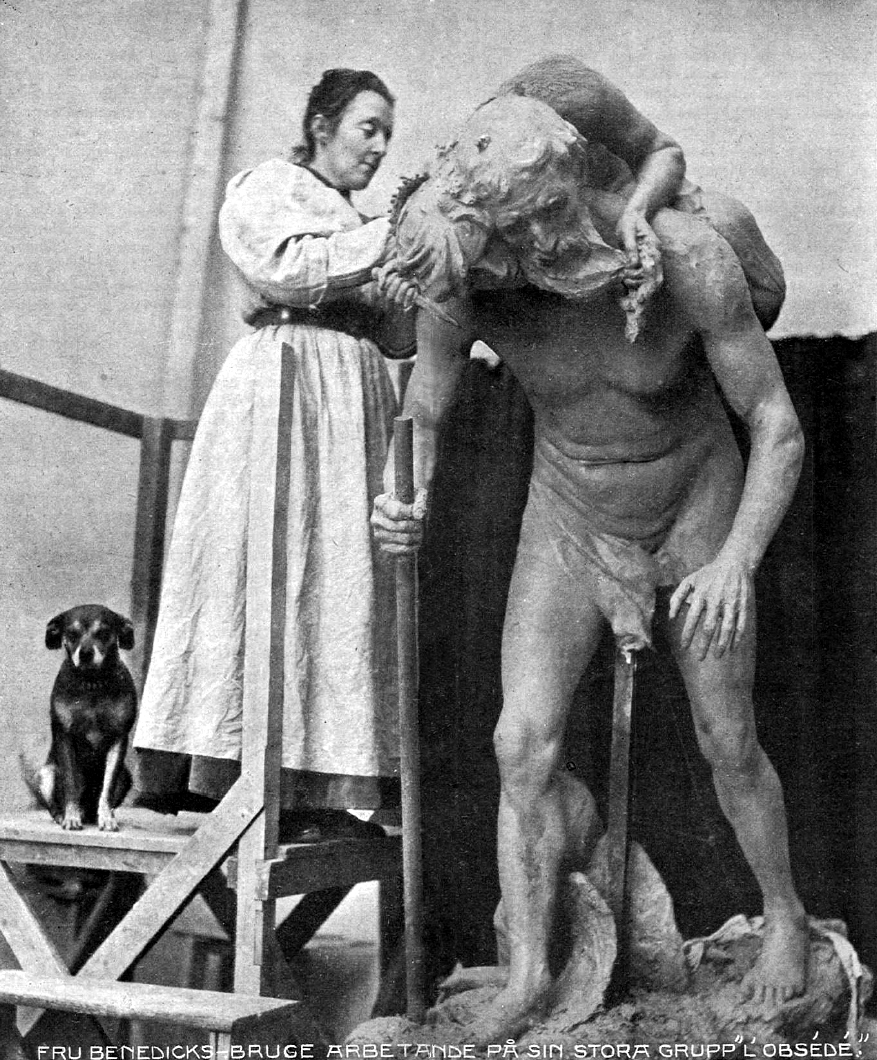
L'Obsédé, 1910

Benedicks est avant tout une sculptrice, mais a également pratiqué la gravure et l'aquarelle pour représenter des paysages et des animaux. Ses sculptures sont fortement influencées par le style français des années 1870 et 1880.
Elle expose pour la première fois au Salon de Paris en 1899, avec une sculpture L'Obsédé ; elle participe en 1900 à l'Exposition universelle à Paris, où elle reçoit une médaille de bronze.
Elle travaille le marbre et le bronze ; Michel Angelo, un buste en bronze, représente Michel-Ange comme un homme ordinaire réfléchi travaillant à son œuvre, et non comme un génie exalté ; elle a également réalisé des bustes de P. A. Säve et du sculpteur Emil Wikström. Son étude de l'anatomie humaine a abouti à une sculpture humoristique appelée Séance finie ou Le bâillement.

### En collection publique
- Buste d'Édouard Dantan, Saint-Cloud, musée des Avelines
- Etude d'un corps nu, Stockholm, Nationalmuseum

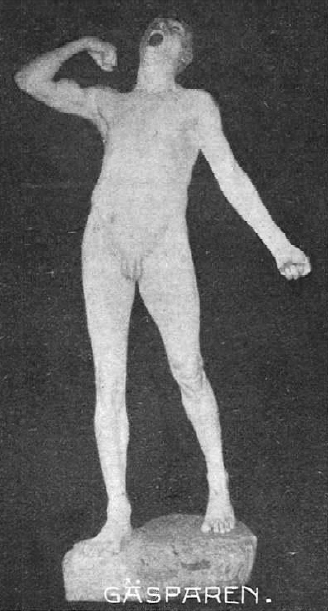
Le bâillement (Séance finie)
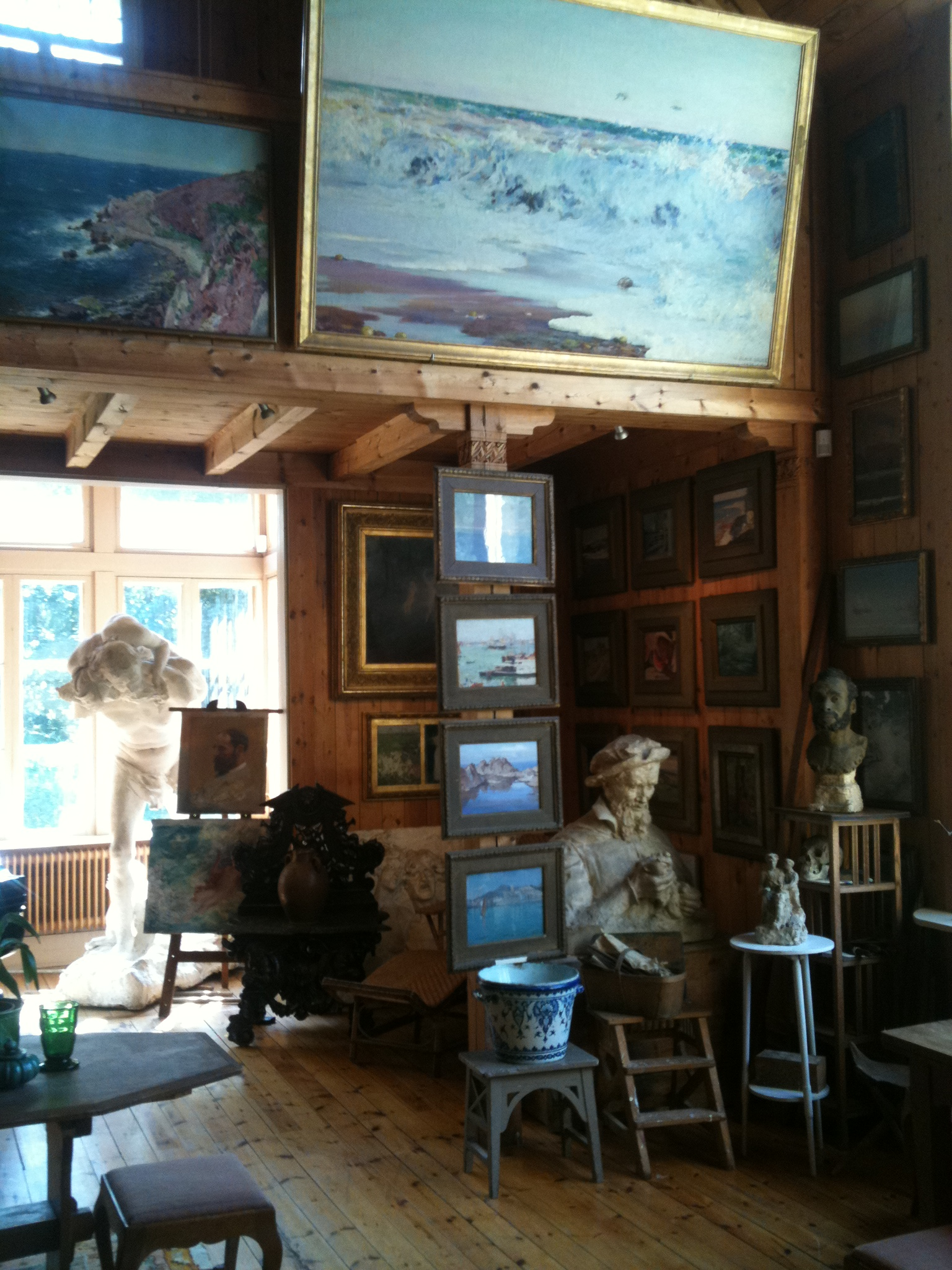
Vue de Brucebo, avec la sculpture L'obsédé, les bustes de Michel-Ange et de son mari
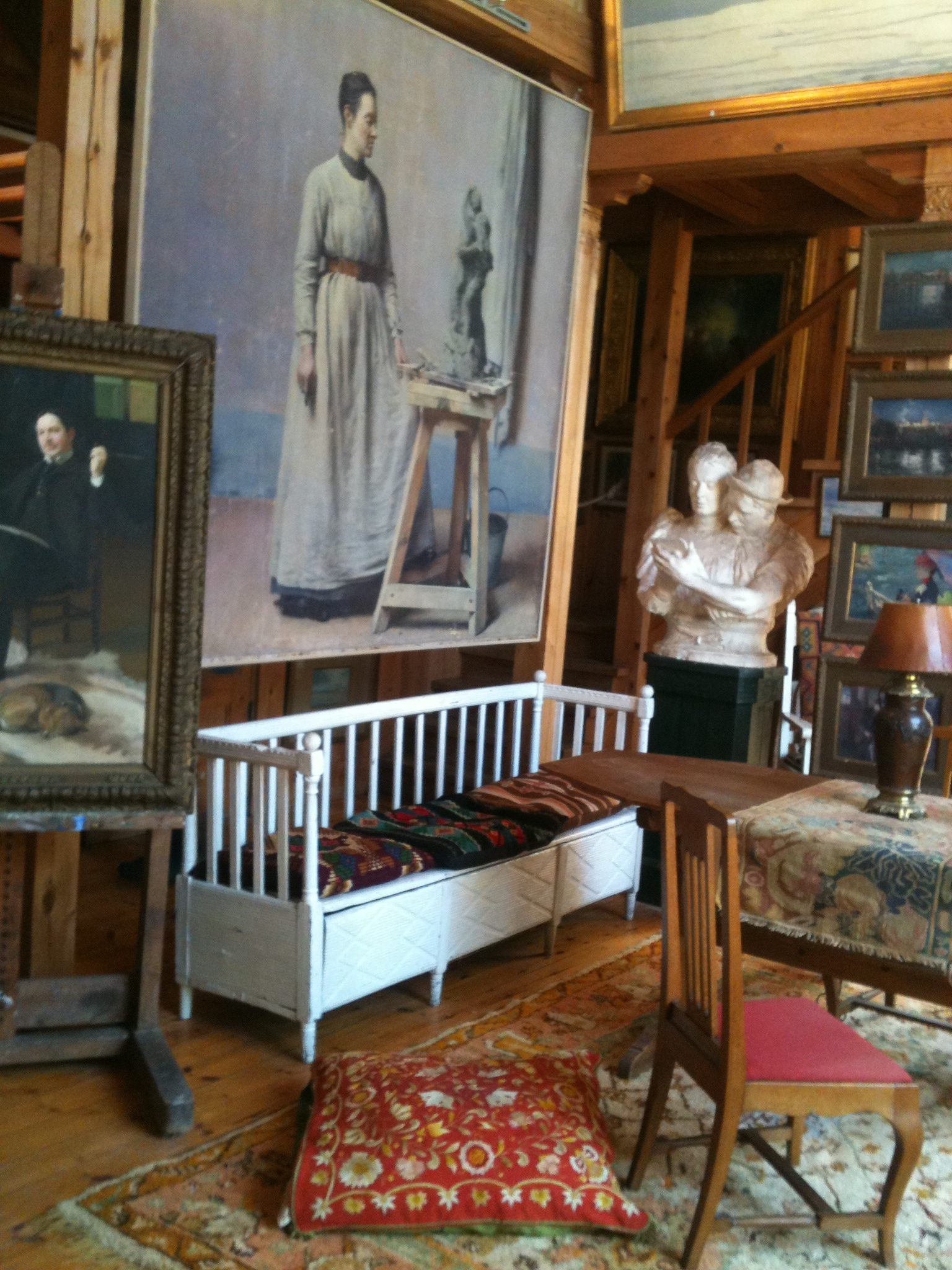
Une pièce de Brucebo, avec des sculptures de Carolina Benedicks et un portrait d'elle par William Blair Bruce